# James Vick
James William Vick (født 23. februar 1987 i Mineral Wells i Texas i USA), er en amerikansk MMA-udøver- som siden 2013 har konkurreret i organisationen Ultimate Fighting Championship (UFC). Han medvirkede i The Ultimate Fighter: Live.

## Baggrund
Vick begyndte til boksning sidste år på Olney High School i 2005.

## MMA-karriere
Vick begyndte sin professionelle karriere på regionale stævner i sin hjemby i Texas. Han havde sine første 4 kampe i 2011, hvor han var ubesejret med 4 sejre i træk.

### The Ultimate Fighter
Vick was one of 32 lightweight fighters announced by the UFC to participate in first live season of The Ultimate Fighter reality show.

### Ultimate Fighting Championship
Vick skulle have mødt Vinc Pichel den 1. juni, 2012 på The Ultimate Fighter: Live Finale. Men på grund af sit KO-nederlag i seminfinalerne, var Vick ude af stand til at konkurrere til eventet og Pichel blev ligeledes fjernet fra programmet.
I sin officielle debut, mødte Vick Ramsey Nijem den 17. august, 2013 på UFC Fight Night: Shogun vs. Sonnen. Han vandt kampen via submission efter blot 58 sekunder af 1. omgang.
Vick mødte Nick Hein den 22. november, 2014 på UFC Fight Night: Edgar vs. Swanson. Vick vandt kampen via enstemmig afgørelse.
Vick skulle have mødt Paul Felder den 14. juli, 2018 på UFC Fight Night: dos Santos vs. Ivanov. Men, Vick blev fjernet fra kampen til fordel for at kæmpe hovedkamp mod Justin Gaethje den 25. august, 2018 på UFC Fight Night: Gaethje vs. Vick. Han tabte kamoen via KO i 1. omgang.

## Mesterskaber og hæder
- Ultimate Fighting Championship
  - Performance of the Night (1 gang)  vs. Jake Matthews